# Hydčická lípa
Hydčická lípa je památný strom u vsi Malé Hydčice, jihozápadně od Horažďovic. Lípa malolistá (Tilia cordata) roste na louce na levém břehu náhonu pod mlýnem, v nadmořské výšce 435 m. Obvod jejího kmene měří 447 cm a koruna stromu dosahuje do výšky 25 m (měření 1977). Lípa je chráněna od roku 1978 pro svůj vzrůst a věk.

## Stromy v okolí
- Rosenauerův dub
- Dub Šternberk v parku v Horažďovicích

## Další fotografie

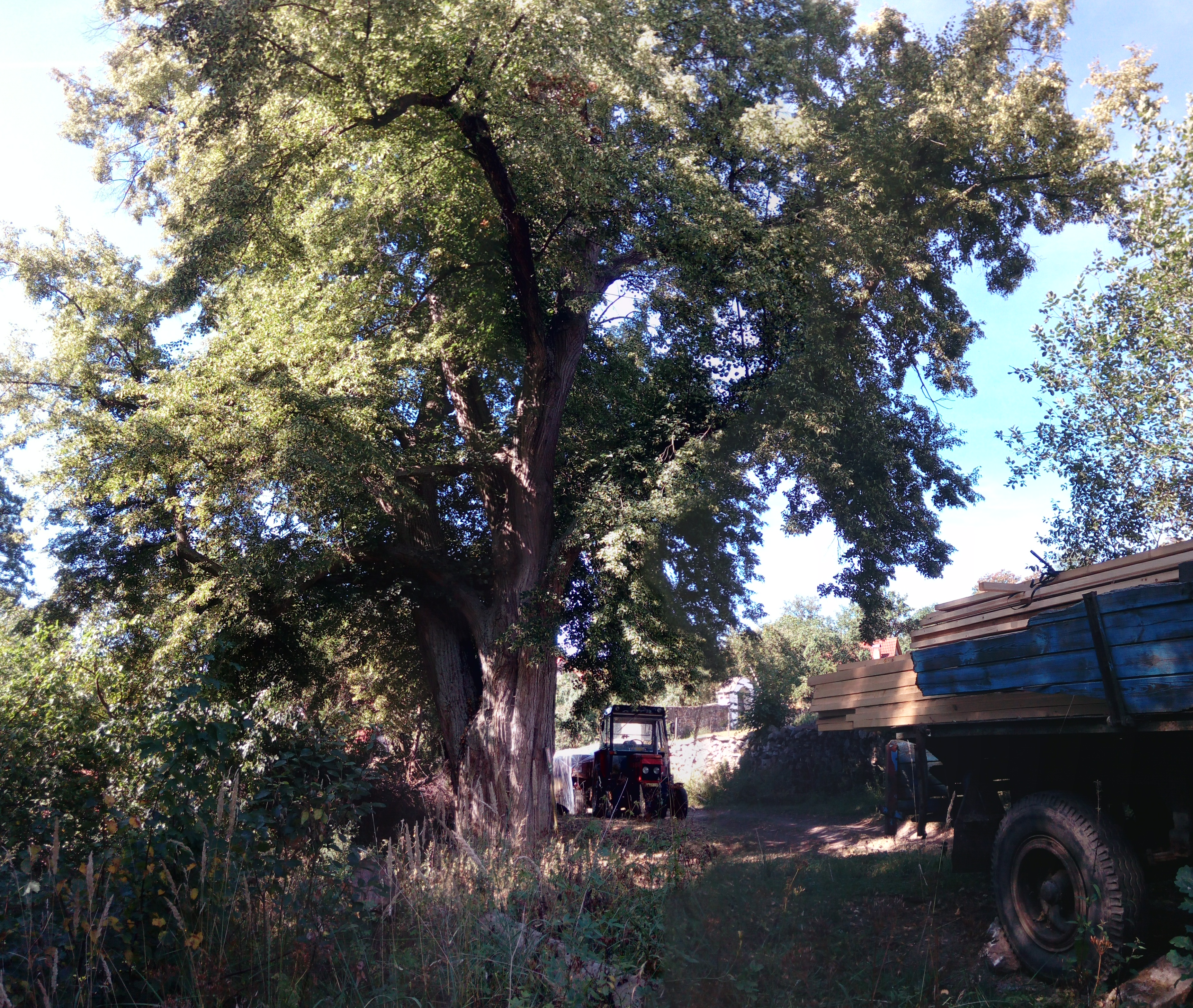
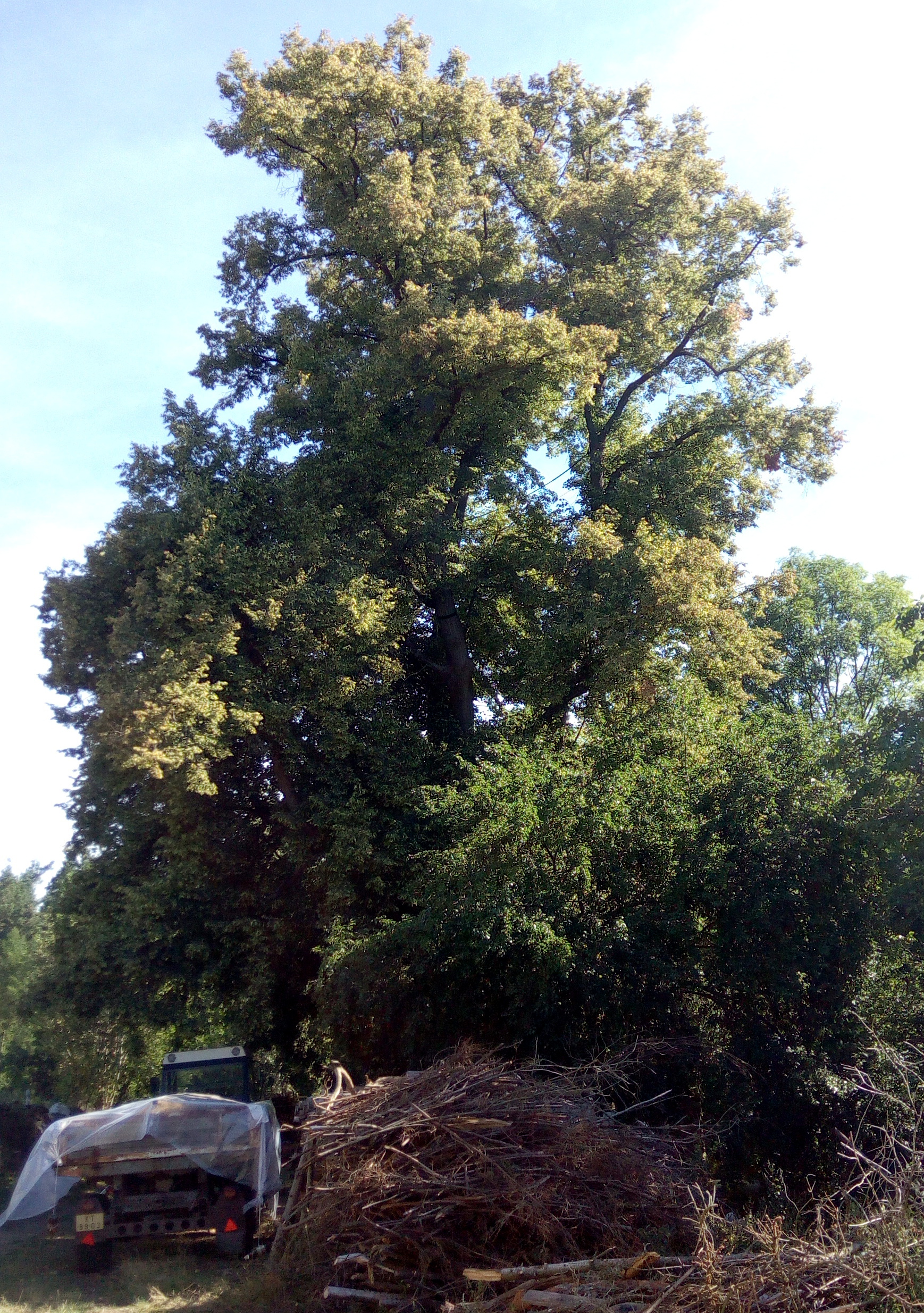